# Cyanea macrostegia
Cyanea macrostegia är en klockväxtart som beskrevs av Wilhelm B. Hillebrand. Cyanea macrostegia ingår i släktet Cyanea, och familjen klockväxter. Inga underarter finns listade i Catalogue of Life.